# Hanzhong Lu
Hanzhong Lu (chiń. 汉中路站) – stacja metra w Szanghaju, na linii 1. Zlokalizowana jest pomiędzy stacjami Shanghai Huochezhan i Xinzha Lu. Została otwarta 10 kwietnia 1995. Znajduje się w pobliżu stacji Szanghaj.